# Maurice Constantin-Weyer
Maurice Constantin-Weyer (født 24. april 1881 i Bourbonne-les-Bains, død 22. oktober 1964 i Vichy) var en fransk forfatter, der i 1928 fik Goncourtprisen for romanen Un homme se penche sur son passé.